# HathiTrust
HathiTrust est une bibliothèque numérique mettant en commun le contenu de plusieurs bibliothèques numériques d'universités des États-Unis et d'Europe, ainsi que de Google Livres et d'Internet Archive.

## Présentation
Le concept d'HathiTrust naît au sein du Committee on Institutional Cooperation, aujourd'hui nommé Big Ten Academic Alliance (en), et sa mise en œuvre est menée par l'université de l'Indiana et celle du Michigan, qui financent largement le projet.
Une cinquantaine d'universités américaines participent au projet. À l'automne 2010, l'université de Madrid est la première université européenne à s'y joindre.
Le directeur du HathiTrust est John Wilkin (en), qui a travaillé à la numérisation à grande échelle à l'université du Michigan depuis le milieu des années 1990.
En août 2011, HathiTrust proposait environ 9,5 millions de volumes, dont 2,5 millions du domaine public. En 2015, ces chiffres s'élèvent à 13,7 millions de livres dont 5,3 dans le domaine public.
Hathi signifie « éléphant » en Hindi, l'animal étant renommé pour sa grande mémoire.